# ÖBB 2060 sorozat
Az ÖBB 2060 sorozat egy osztrák B tengelyelrendezésű dízelmozdony-sorozat. A Jenbacher Werke gyártotta 1954 és 1963 között.